# Veikkausliiga (2011)
Sezon 2011 był 21. edycją Veikkausliigi – najwyższej piłkarskiej klasy rozgrywkowej w Finlandii. Sezon rozpoczął się 2 maja, a zakończył się 29 października 2011. W rozgrywkach brało udział 12 zespołów, grając systemem kołowym. Tytuł obroniła drużyna HJK Helsinki. Tytuł króla strzelców zdobył Timo Furuholm, który w barwach klubu Inter Turku strzelił 22 gole.

## Drużyny
Pierwotnie rozgrywki miały liczyć podobnie jak w poprzedniej edycji 14 zespołów. W związku z tym ostatni zespół ligi – FC Lahti został relegowany do Ykkönen, a JJK Jyväskylä zapewniło sobie utrzymanie poprzez wygraną w barażach.
Przed rozpoczęciem sezonu Fiński Związek Piłki Nożnej postanowił nie przyznać licencji na występy w najwyższej klasie rozgrywkowej drużynie AC Oulu ze względu na znaczne zadłużenie finansowe. 14 kwietnia 2011 roku zostało ogłoszone, że zespół Tampere United został wykluczony ze wszystkich rozgrywek organizowanych przez fińską federację piłki nożnej ze względu na podejrzenie o finansowanie i współpracę z singapurskimi bukmacherami ustawiającymi wyniki spotkań. W związku z tym liga w sezonie 2011 została ograniczona do 12 zespołów.
| Uczestnicy poprzedniej edycji                                                                                 | Uczestnicy poprzedniej edycji | Uczestnicy poprzedniej edycji | Uczestnicy poprzedniej edycji |
| --- | ----------------------------- | ----------------------------- | ----------------------------- |
| HJK | HJK Helsinki                  | 1                             |                               |
| KUO | KuPS Kuopio                   | 2                             |                               |
| TPS | Turun Palloseura              | 3                             |                               |
| HNK | FC Honka                      | 4                             |                               |
| JAR | FF Jaro                       | 5                             |                               |
| TUR | Inter Turku                   | 6                             |                               |
| HAK | FC Haka                       | 8                             |                               |
| MYP | Myllykosken Pallo-47          | 9                             |                               |
| VPS | Vaasan Palloseura             | 10                            |                               |
| MAR | IFK Mariehamn                 | 12                            |                               |
| Zwycięzca baraży o Veikkausliigę                                                                              |                               |                               |                               |
| JJK | JJK Jyväskylä                 | 13                            |                               |
| Awans z Ykkönen 2010                                                                                          |                               |                               |                               |
| ROV | RoPS Rovaniemi                | 1                             |                               |
| Oznaczenia: - kolumna pierwsza – skróty nazw drużyn, - kolumna trzecia – miejsce zajęte w poprzednim sezonie. |                               |                               |                               |

## Tabela
| Lp. | Drużyna              | M  | Z  | R  | P  | Bramki | Bramki | Różn. | Pkt | Uwagi                                        |
| --- | -------------------- | -- | -- | -- | -- | ------ | ------ | ----- | --- | -------------------------------------------- |
| 1   | HJK Helsinki (M)     | 33 | 26 | 3  | 4  | 86     | 23     | +63   | 81  | Liga Mistrzów UEFA • II runda kwalifikacyjna |
| 2   | Inter Turku          | 33 | 16 | 9  | 8  | 70     | 44     | +26   | 57  | Liga Europy UEFA • II runda kwalifikacyjna   |
| 3   | JJK Jyväskylä        | 33 | 14 | 12 | 7  | 60     | 48     | +12   | 54  | Liga Europy UEFA • I runda kwalifikacyjna    |
| 4   | FC Honka             | 33 | 13 | 14 | 6  | 57     | 40     | +17   | 53  |                                              |
| 5   | Turun Palloseura     | 33 | 13 | 11 | 9  | 48     | 44     | +4    | 50  |                                              |
| 6   | KuPS Kuopio          | 33 | 10 | 10 | 13 | 44     | 55     | −11   | 40  | Liga Europy UEFA • I runda kwalifikacyjna1   |
| 7   | IFK Mariehamn        | 33 | 10 | 8  | 15 | 39     | 47     | −8    | 38  |                                              |
| 8   | Myllykosken Pallo-47 | 33 | 11 | 5  | 17 | 39     | 52     | −13   | 38  |                                              |
| 9   | Vaasan Palloseura    | 33 | 8  | 13 | 12 | 32     | 44     | −12   | 37  |                                              |
| 10  | FC Haka              | 33 | 10 | 7  | 16 | 36     | 60     | −24   | 37  |                                              |
| 11  | FF Jaro              | 33 | 7  | 10 | 16 | 49     | 64     | −15   | 31  |                                              |
| 12  | RoPS Rovaniemi (S)   | 33 | 5  | 8  | 20 | 39     | 78     | −39   | 23  | Spadek do 2012 Ykkönen                       |

## Klasyfikacja strzelców
| Lp. | Piłkarz            | Drużyna            | Bramki |
| --- | ------------------ | ------------------ | ------ |
| 1   | Timo Furuholm      | Inter Turku        | 22     |
| 2   | Tamás Gruborovics  | JJK Jyväskylä      | 16     |
| 2   | Mika Ojala         | Inter Turku        | 16     |
| 2   | Akseli Pelvas      | HJK Helsinki       | 16     |
| 5   | Henri Lehtonen     | Inter Turku        | 15     |
| 5   | Berat Sadik        | HJK Helsinki       | 15     |
| 5   | Demba Savage       | FC Honka           | 15     |
| 8   | Babatunde Wusu     | JJK Jyväskylä      | 14     |
| 9   | Papa Niang         | FF Jaro            | 11     |
| 9   | Teemu Pukki        | HJK Helsinki       | 11     |
| 9   | Ilja Venäläinen    | Kuopion Palloseura | 11     |
| 9   | Mika Ääritalo      | Turun Palloseura   | 11     |
| 13  | José Manuel Rivera | RoPS Rovaniemi     | 10     |
| 14  | Dudu               | FC Honka           | 9      |
| 14  | Irakli Sirbiladze  | FF Jaro            | 9      |
| 14  | Olajide Williams   | Kuopion Palloseura | 9      |
| 17  | 3 piłkarzy         | 3 piłkarzy         | 8      |
| 20  | 5 piłkarzy         | 5 piłkarzy         | 7      |
| 25  | 12 piłkarzy        | 12 piłkarzy        | 6      |
| 37  | 6 piłkarzy         | 6 piłkarzy         | 5      |
| 43  | 9 piłkarzy         | 9 piłkarzy         | 4      |
| 52  | 20 piłkarzy        | 20 piłkarzy        | 3      |
| 72  | 32 piłkarzy        | 32 piłkarzy        | 2      |
| 104 | 58 piłkarzy        | 58 piłkarzy        | 1      |

Źródło:  (fiń.)